# Lista de prefeitos de Itajaí
Esta é a lista de prefeitos do município de Itajaí, estado brasileiro de Santa Catarina.
| Nº | Nome                          | Partido                                          | Início do mandato       | Fim do mandato         | Observações                                                       |
| 1  | Eugênio Luís Müller           | Partido Republicano Catarinense PRC              | 30 de agosto de 1891    | —                      | Superintendente que não assumiu o mandato (Revolução Federalista) |
| 2  | Antônio Pereira Liberato      | Partido Republicano Catarinense PRC              | 16 de fevereiro de 1892 | 12 de março de 1894    | Superintendente nomeado                                           |
| 3  | Samuel Heusi                  | Partido Republicano Catarinense PRC              | 24 de abril de 1894     | 7 de abril de 1895     | Superintendente nomeado                                           |
| 4  | Pedro Ferreira e Silva        | Partido Republicano Catarinense PRC              | 1895                    | 1907                   | Superintendente eleito                                            |
| 5  | Samuel Heusi                  | Partido Republicano Catarinense PRC              | 1907                    | 1911                   | Superintendente eleito                                            |
| 6  | Pedro Ferreira e Silva        | Partido Republicano Catarinense PRC              | 1911                    | 31 de maio de 1911     | Superintendente                                                   |
| 7  | Jorge Frederico Tzaschel      | Partido Republicano Catarinense PRC              | 23 de julho de 1911     | 1915                   | Superintendente interino                                          |
| 8  | Marcos Konder                 | Partido Republicano Catarinense PRC              | 1915                    | 1930                   | Superintendente                                                   |
| 9  | Tenente Antônio Quintas Maia  | Partido Republicano Catarinense PRC              | 14 de outubro de 1930   | 2 de novembro de 1930  | Prefeito provisório                                               |
| 10 | Adolfo Germano d'Andrade      | Partido Republicano Catarinense PRC              | 3 de novembro de 1930   | 2 de janeiro de 1932   | Prefeito nomeado pelo Interventor federal                         |
| 11 | Alberto Pedro Werner          | Partido Republicano Catarinense PRC              | 2 de janeiro de 1932    | 2 de maio de 1933      | Prefeito nomeado pelo Interventor federal                         |
| 12 | Arno Bauer                    | Partido Republicano Catarinense PRC              | 4 de maio de 1933       | 2 de abril de 1936     | Prefeito nomeado                                                  |
| 13 | Irineu Bornhausen             | Partido Republicano Catarinense PRC              | 2 de abril de 1936      | 12 de janeiro de 1939  | Prefeito eleito em sufrágio universal                             |
| 14 | Arnaldo José de Oliveira      | Partido Liberal Catarinense PLC                  | 1939                    | 1939                   | Secretário municipal no cargo de prefeito                         |
| 15 | Francisco de Almeida          | Partido Liberal Catarinense PLC                  | 16 de janeiro de 1939   | 24 de março de 1945    | Prefeito nomeado pelo Interventor federal                         |
| 16 | Abdon Fóes                    |                                                  | 24 de março de 1945     | 9 de novembro de 1945  | Prefeito nomeado pelo Interventor federal                         |
| 17 | Júlio Teixeira                |                                                  | 16 de novembro de 1945  | 31 de janeiro de 1946  | Prefeito nomeado                                                  |
| 18 | Abdon Fóes                    |                                                  | 14 de fevereiro de 1946 | 26 de abril de 1947    | Prefeito nomeado                                                  |
| 19 | Arno Bauer                    |                                                  | 26 de abril de 1947     | 31 de janeiro de 1951  | Prefeito eleito em sufrágio universal                             |
| 20 | Paulo Bauer                   |                                                  | 31 de janeiro de 1951   | 31 de janeiro de 1956  | Prefeito eleito em sufrágio universal                             |
| 21 | Carlos de Paula Seara         |                                                  | 31 de janeiro de 1956   | 31 de janeiro de 1961  | Prefeito eleito em sufrágio universal                             |
| 22 | Eduardo Sólon Cabral Canziani |                                                  | 31 de janeiro de 1961   | 31 de janeiro de 1966  | Prefeito eleito em sufrágio universal                             |
| 23 | Carlos de Paula Seára         |                                                  | 31 de janeiro de 1966   | 31 de janeiro de 1970  | Prefeito eleito em sufrágio universal                             |
| 24 | Júlio César                   | Aliança Renovadora Nacional ARENA                | 31 de janeiro de 1970   | 31 de janeiro de 1973  | Prefeito eleito em sufrágio universal                             |
| 25 | Frederico Olíndio de Souza    | Aliança Renovadora Nacional ARENA                | 31 de janeiro de 1973   | 31 de janeiro de 1977  | Prefeito eleito em sufrágio universal                             |
| 26 | Amílcar Gazaniga              | Aliança Renovadora Nacional ARENA                | 10 de fevereiro de 1977 | 31 de janeiro de 1981  | Prefeito eleito em sufrágio universal                             |
| 27 | Nilton Kucker                 | Aliança Renovadora Nacional ARENA                | 1982                    | 1983                   |                                                                   |
| 28 | Arnaldo Schmitt Jr            | Partido do Movimento Democrático Brasileiro PMDB | 1º de fevereiro de 1983 | 31 de janeiro de 1988  | Prefeito eleito em sufrágio universal                             |
| 29 | João Macagnan                 | Partido do Movimento Democrático Brasileiro PMDB | 1º de janeiro de 1989   | 31 de dezembro de 1992 | Prefeito eleito em sufrágio universal                             |
| 30 | Arnaldo Schmitt Jr            | Partido do Movimento Democrático Brasileiro PMDB | 1º de janeiro de 1993   | 31 de dezembro de 1996 | Prefeito eleito em sufrágio universal                             |
| 31 | Jandir Bellini                | Partido Progressista Brasileiro PPB              | 1º de janeiro de 1997   | 31 de dezembro de 2000 | Prefeito eleito em sufrágio universal                             |
| 31 | Jandir Bellini                | Partido Progressista PP                          | 1º de janeiro de 2001   | 31 de dezembro de 2004 | Prefeito reeleito em sufrágio universal                           |
| 32 | Volnei Morastoni              | Partido dos Trabalhadores PT                     | 1º de janeiro de 2005   | 31 de dezembro de 2008 | Prefeito eleito em sufrágio universal                             |
| 33 | Jandir Bellini                | Partido Progressista PP                          | 1º de janeiro de 2009   | 31 de dezembro de 2012 | Prefeito eleito em sufrágio universal                             |
| 33 | Jandir Bellini                | Partido Progressista PP                          | 1º de janeiro de 2013   | 31 de dezembro de 2016 | Prefeito reeleito em sufrágio universal                           |
| 34 | Volnei Morastoni              | Partido do Movimento Democrático Brasileiro PMDB | 1º de janeiro de 2017   | 31 de dezembro de 2020 | Prefeito eleito em sufrágio universal                             |
| 34 | Volnei Morastoni              | Movimento Democrático Brasileiro MDB             | 1º de janeiro de 2021   | 31 de dezembro de 2024 | Prefeito reeleito em sufrágio universal                           |
| 35 | Robison Coelho                | Partido Liberal PL                               | 1º de janeiro de 2025   | atual                  | Prefeito eleito em sufrágio universal                             |